# Mexicana
Mexicana ovvero Mexicana de Aviación (in spagnolo: Compañía Mexicana de Aviación, S.A. de C.V.) era una compagnia aerea messicana, creata nel 1921 e operativa sino al 28 agosto 2010.
Operava voli domestici e internazionali dall'Aeroporto Internazionale di Città del Messico.
Fondata nel 1921, era nata come linea aerea di trasporto passeggeri e corrispondenza postale, ed è la terza compagnia più antica del mondo che ha conservato il suo nome originario, dopo KLM e Qantas e la seconda linea aerea più antica dell'America Latina, dopo Avianca.
Il primo tipo di aereo utilizzato fu il biplano della Nebraska Aircraft Co derivato dallo Standard J, in grado di trasportare un passeggero, 50 kg di equipaggio e corrispondenza alla velocità di 95 km/h.
L'anno seguente la Mexicana de Aviacion registrò 1.956 ore di volo, con 10 biplani della Lincoln Standard.
Nel 1926 la compagnia aerea rinnovò i suoi servizi come corrispondenza (postale) e fotografia aerea.
La compagnia è entrata in Star Alliance nel 2000, ma ha lasciato l'alleanza nel 2004, preferendo delle alleanze bilaterali con altre compagnie come LAN Airlines, American Airlines, Iberia, Aeroméxico, Aeromar, Aerolitoral, Avianca, Japan Airlines, Copa Airlines, Air Canada, Air New Zealand, Lufthansa e Varig.
Il 10 novembre 2009 è entrata in Oneworld.
Mexicana ha chiesto la protezione di fallimento nell'agosto 2010, per tentare di ristrutturarsi. Il 27 agosto 2010, Mexicana ha annunciato che avrebbe sospeso le operazioni a tempo indeterminato da mezzogiorno del 28 agosto 2010.

## Flotta

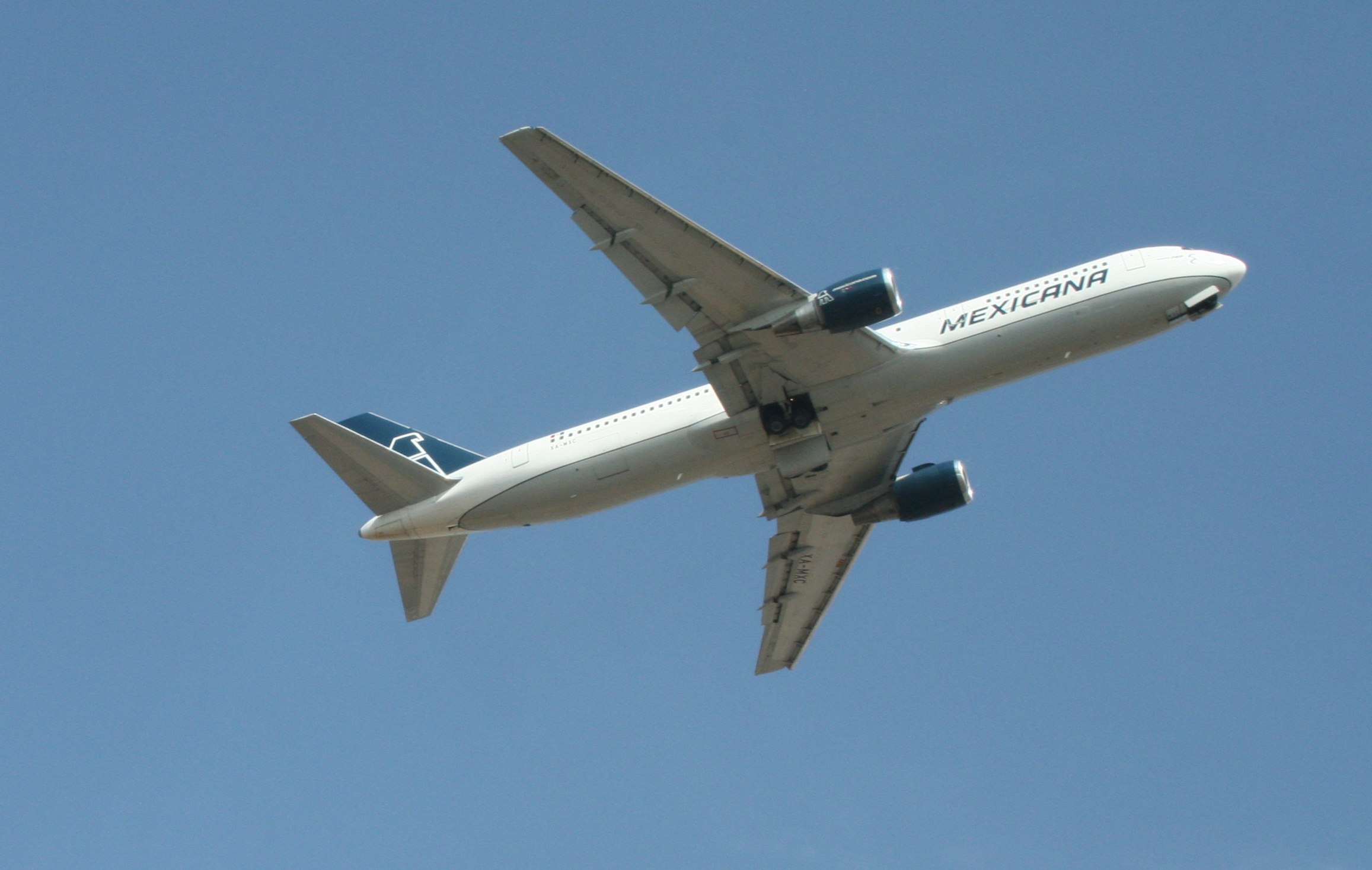
Un Boeing 767 in decollo dall'aeroporto internazionale di città del Messico.

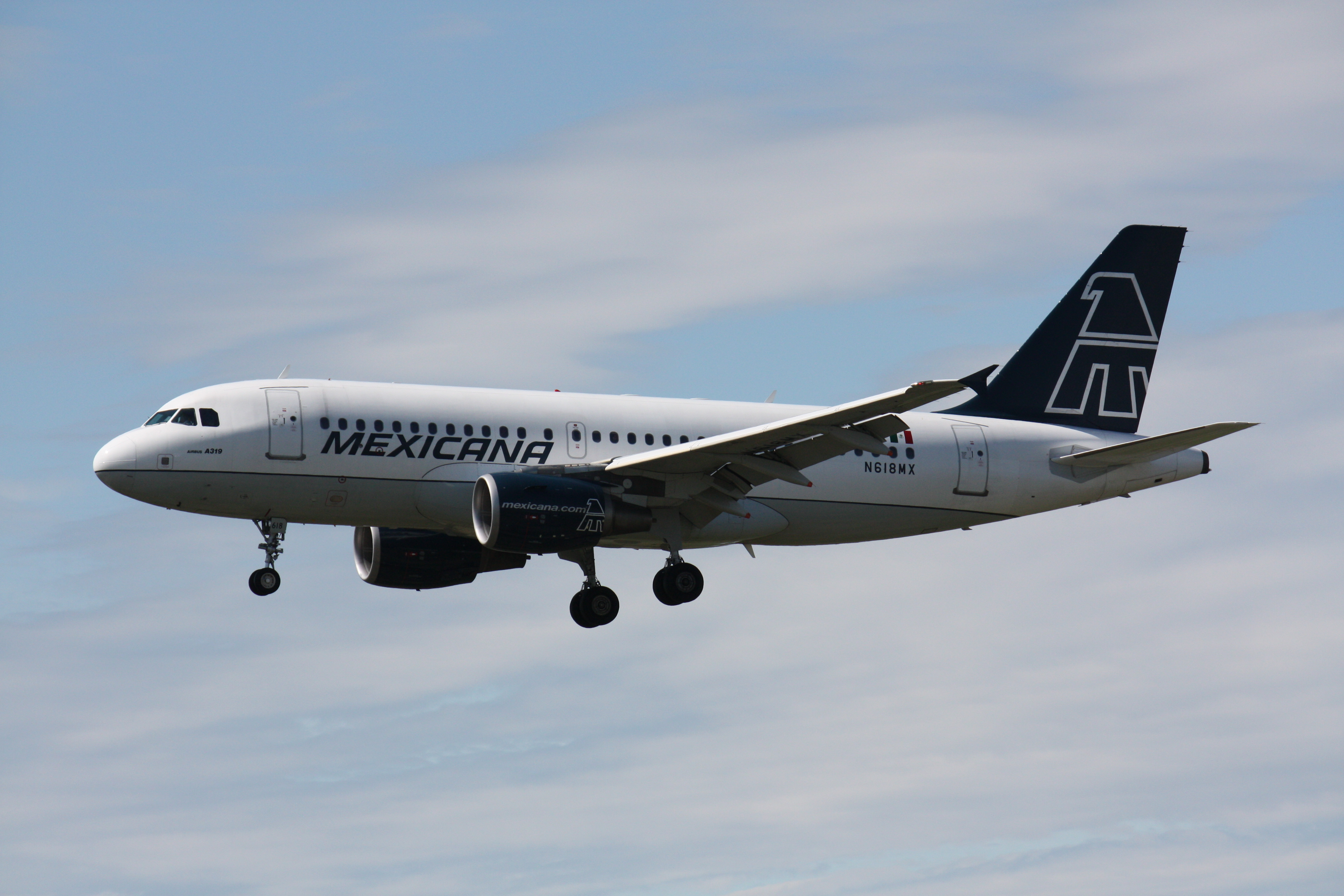
Un Airbus A319 in atterraggio all'aeroporto internazionale di Vancouver

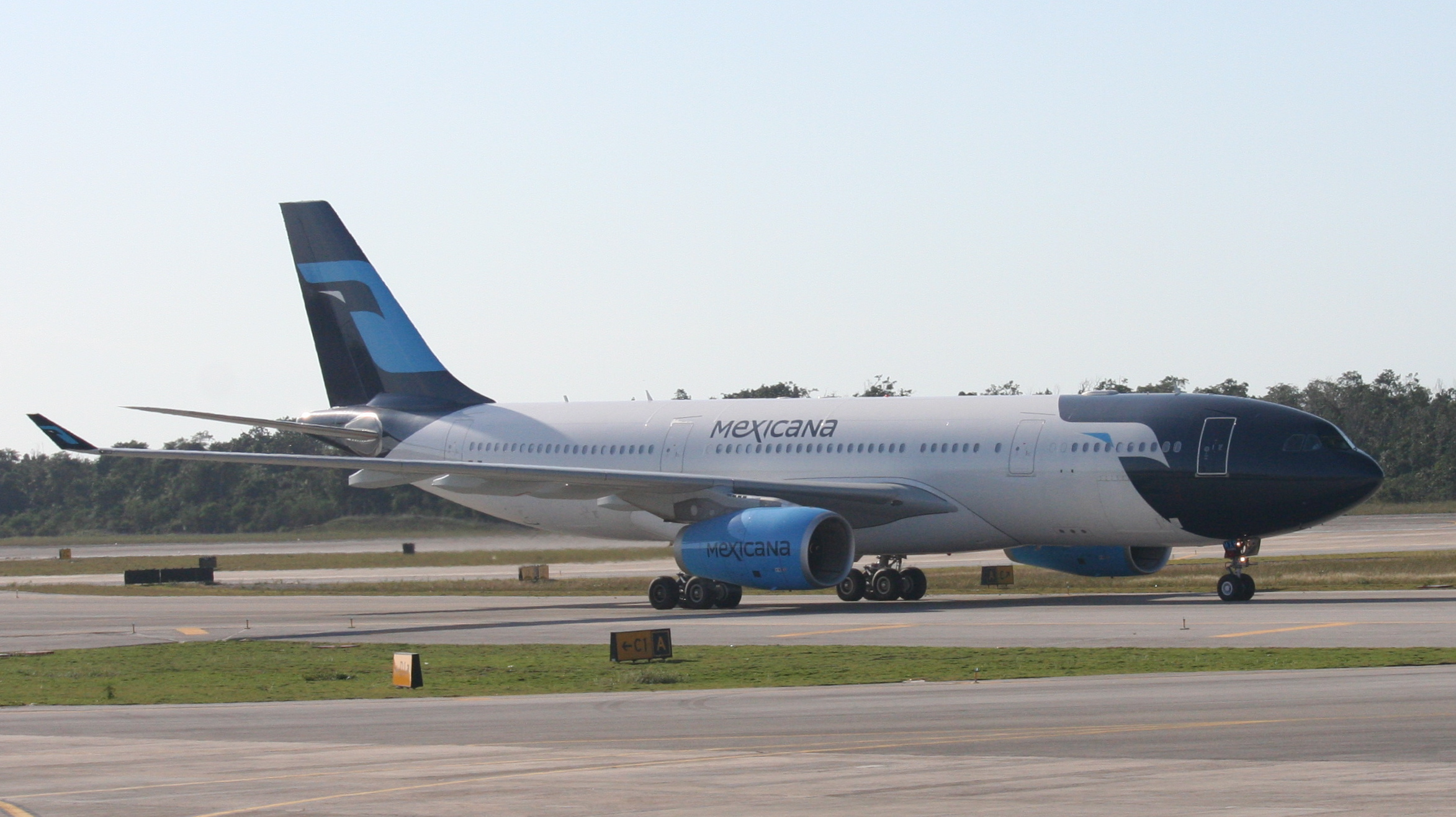
Un Airbus A330-200 con la nuova livrea all'Aeroporto Internazionale di Cancún, Messico. (2009)

La flotta di Mexicana era composta da (Luglio 2010):